# Шалю
Шалю или Шалюс (фр. Châlus) — коммуна во Франции, находится в департаменте Верхняя Вьенна, регион Новая Аквитания к северо-востоку от Перигё и юго-западу от Лиможа. Входит в состав кантона Сент-Ирье-ла-Перш округа Лимож. Коммуна известна тем, что в 1199 году на её территории был смертельно ранен английский король Ричард I Львиное Сердце.
Код INSEE коммуны — 87032. Население коммуны на 2012 год составляло 1602 человека. Населённый пункт находится на высоте от 310 до 444 метров над уровнем моря. Мэр коммуны — Ален Брезоди, мандат действует на протяжении 2014—2020 годов.

## Население
В коммуне в 2012 году проживало 1602 человека, из них 10,1 % младше 14 лет, 9,2 % — от 15 до 29 лет, 12,5 % — от 30 до 44, 19,2 % — от 45 до 59 лет, 48,9 % старше 60.
Динамика населения согласно INSEE:
| 1793 | 1800 | 1806 | 1821 | 1836 | 1846 | 1861 | 1876 | 1881 | 1896 | 1901 | 1906 | 1911 |
| ---- | ---- | ---- | ---- | ---- | ---- | ---- | ---- | ---- | ---- | ---- | ---- | ---- |
| 1356 | 1264 | 1426 | 1821 | 2057 | 2166 | 1987 | 2413 | 2530 | 2589 | 2641 | 2602 | 2615 |

| 1921 | 1931 | 1936 | 1946 | 1954 | 1962 | 1968 | 1975 | 1982 | 1990 | 1999 | 2006 | 2012 |
| ---- | ---- | ---- | ---- | ---- | ---- | ---- | ---- | ---- | ---- | ---- | ---- | ---- |
| 2543 | 2372 | 2557 | 2096 | 1902 | 2042 | 2163 | 2334 | 2074 | 1907 | 1759 | 1652 | 1602 |

| Население коммуны в XIX—XXI веках |
| --------------------------------- |
|                                   |

## Экономика
Средний декларируемый годовой доход в коммуне: 17 929,3 евро. В 2012 году из 789 человек трудоспособного возраста (от 15 до 64 лет) 549 были экономически активными, 240 — неактивными (показатель активности 69,6 %, в 2007 году — 69,2 %). Из 549 активных трудоспособных жителей работали 495 человек (244 мужчины и 251 женщина), 54 числились безработными (31 мужчина и 23 женщин). Среди 240 трудоспособных неактивных граждан 42 были учениками либо студентами, 125 — пенсионерами, а ещё 73 — были неактивны в силу других причин.
В коммуне 73,8 % населения заняты в сфере услуг (включая строительство), 16,3 % — в сельском хозяйстве, 5,4 % — в промышленности, 14,5 % — на государственных должностях (также в медицинском обслуживании).